# Arius cous
Arius cous är en fiskart som beskrevs av Hyrtl, 1859. Arius cous ingår i släktet Arius och familjen Ariidae. Inga underarter finns listade i Catalogue of Life.